# Церковь Святого Антония (Мапуту)
Церковь Святого Антония (порт. Igreja de Santo António da Polana, Maputo, кратко порт. Igreja da Polana) — римско-католический церковь, расположенная в районе Sommerschield столицы Мозамбика, города Мапуту; францисканский храм был построен к 1962 году по проекту архитектора Нуно Кравейру Лопиш. Приход также построил церковный зал и дом для священника рядом с церковью, что не было включено в первоначальный проект и вызвало возражение у архитектора. Церковь была отремонтирована в 1992 году; с 2011 года церковное здание входит в список памятников архитекторы города.

## История
Францисканская община города Лоренсу-Маркиш (сегодня — Мапуту) в колониальном Мозамбике заказала строительство новой церкви в 1958 году. Первоначально проект был заказан архитектору Луису Поссоло из отдела городского развития министерства колоний (Direcção dos Serviços de Urbanismo e Habitação der Direcção Geral de Obras Públicas e Comunicações do Ministério do Ultramar). Однако, муниципалитет не был удовлетворен ходом работ и в 1959 году заключил новый контракт: новым архитектором стал Нуно Кравейру Лопиш (Nuno Craveiro Lopes), родившийся в городе.
Строительство церковного здания началось в 1960 году и было завершено через два года. Церковь получила характерную сужающуюся кверху бетонную крышу, которая полностью покрывала круглый зал: конструкции получил у местных жителей прозвище «лимонная соковыжималка» («espremedor de limão»). Архитектор отказался от оплаты; однако, поскольку в его первоначальные планы были внесены изменения, он прервал все контакты со своими клиентами. Так Лопеш планировал мраморный пол в основном зале, а в реальности пол был выложен коричневой плиткой; кроме того, изначально предполагалось, что алтарь будет расположен посередине зала. Церковь Святого Антония была отремонтирована и отреставрирована в 1992 году. В 2011 году здание было включено в список памятников города Мапуту.